# Gabriel Mirazo
Gabriel Mirazo, vollständiger Name Gabriel Mirazo Villar, (* 10. Oktober 1985 in Montevideo) ist ein uruguayischer Fußballspieler.

## Karriere

### Verein
Der 1,77 Meter große Mittelfeldakteur Mirazo spielte in der Jugend von 1999 bis 2004 für Sud América. 1999 wurde er mit der Mannschaft Vizemeister bei der Copa "Ecuatoriana de Aviación". Von 2005 bis 2008 stand er in Reihen des Danubio FC und gehörte sowohl dem Kader der Reserve als auch der Ersten Mannschaft in der Primera División an. Während dieses Zeitraums gewann Danubio in der Spielzeit 2006/07 die uruguayische Meisterschaft. Er selbst wird jedoch von Vereinsseite nicht als Spieler der Meistermannschaft erwähnt. In den Jahren 2009 und 2010 war er bei Uruguay Montevideo FC aktiv und wurde mit dem Team in der Saison 2009/10 Vizemeister der Segunda B Amateur. 2011 ist eine Station bei River Plate de Carmopolis-Sergipe verzeichnet. Mit den Brasilianern gewann er die Staatsmeisterschaft. In der Saison 2011/12 soll er 12 Ligaspiele erneut für den Uruguay Montevideo FC absolviert haben. Im Juli 2012 wechselte er nach Nicaragua zu Real Estelí. In der Saison 2012/13 wurde er dort viermal in der CONCACAF Champions League eingesetzt. Für die Nicaraguaner spielte er bis Ende Juli 2014. In dieser Zeit wurde der Verein sowohl in der Saison 2012/13 als auch 2013/14 Nicaraguanischer Meister. Sodann schloss er sich dem uruguayischen Zweitligisten Club Atlético Torque an. Dort bestritt er in der Spielzeit 2014/15 acht Partien (kein Tor) in der Segunda División. Mitte September 2015 wechselte er zum Zweitligaaufsteiger Club Oriental de Football.

### Erfolge
- Nicaraguanischer Meister: 2012/13, 2013/14